# Henri de Régnier

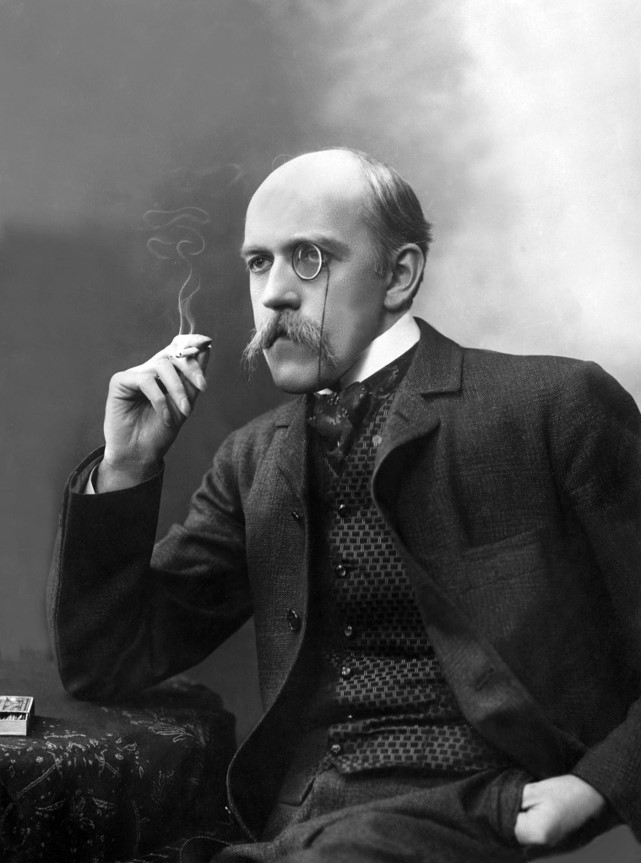
De Régnier

Henri de Régnier (Honfleur, 28 dicembre 1864 – Parigi, 23 maggio 1936) è stato uno scrittore, poeta e critico letterario francese, vicino al simbolismo, e fautore del verso libero.

## Biografia
Nato in un'antica famiglia aristocratica di Honfleur (in Normandia), Henri de Régnier, dopo aver frequentato il Collège Stanislas (dove conobbe quello che diventerà uno dei suoi più cari amici, Francis Viélé-Griffin), studiò legge con la prospettiva di entrare nella diplomazia. Preferì però dedicarsi alle lettere: nel 1885 iniziò a pubblicare versi, in Francia e Belgio, su alcune riviste simboliste, in particolare su Lutèce.
Ammiratore di Mallarmé, di cui frequentava i martedì, fu dapprima influenzato da Leconte de Lisle e in seguito da José Maria de Hérédia, di cui sposò nel 1895 la seconda figlia, Marie, scrittrice lei pure, sotto lo pseudonimo di Gérard d'Houville. Tuttavia pare che il loro matrimonio non sia stato molto felice: Marie ebbe numerosi amanti, uno dei quali fu Pierre Louÿs, suo amico, e probabile padre del figlio, Pierre .
Régnier fu un autore di successo fin dal 1889, anno in cui pubblicò i Poèmes anciens et romanesques, a cui seguirono numerose altre raccolte poetiche, come Tel qu'en songe (1892), Aréthuse (1895), Les Jeux rustiques et divins (1897), Les Médailles d'argile (1900), La Cité des eaux (1902), La Sandale ailée (1905) e Le Miroir des heures (1910).
Scrisse anche vari racconti di ispirazione simbolista, come quelli contenuti nel volume Contes à soi même, 1893 o ne La Canne de jaspe, 1897. Nel 1900, con la pubblicazione di La Double Maîtresse, Régnier comincia la sua attività di romanziere. Il romanzo freudiano, precursore dei tempi, come lo definì Jacques de Lacretelle, nel suo discorso tenuto all'Académie Française, quando succedette a Régnier. La Double Maîtresse narra la vita di Nicolas de Galandot, nobiluomo francese morto a Roma, alle cui vicende comincia ad interessarsi il nipote, François de Portebize, che eredita i suoi beni. Come numerosi altri testi, quest'opera è ambientata nel XVIII secolo, epoca che è, insieme al XVII secolo, tra le preferite di Régnier, appassionato lettore di Saint-Simon e di La Bruyère

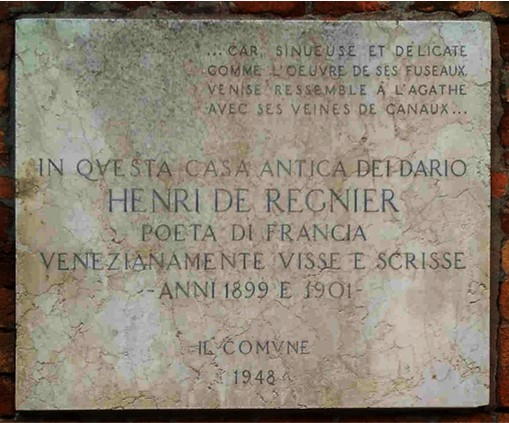
Lapide sul muro del giardino di Palazzo Dario a Venezia

Critico letterario e artistico, collaborò a lungo con diverse riviste e giornali dell'epoca, tra cui Le Figaro e  Le Journal des débats.
Innamorato di Venezia, vi si recò a diverse riprese a partire dal 1899, quando fu invitato dalla contessa Marie Isabelle Victoire Ghislaine Baume-Pluvinel a Palazzo Dario. Dopo la morte di costei (1911), Régnier abitò in casa Zuliani, dove aveva già soggiornato nel 1904, quando negli altri palazzi erano in corso lavori di restauro. Venezia compare in numerose sue opere, tra cui ricordiamo La Canne de jaspe (1897), Les Esquisses vénitiennes (1906), L'altana ou la vie vénitienne (1928), Le Voyage d'amour ou l'initiation vénitienne (1930). Nel 1948 la città gli dedicò una lapide commemorativa su un muro di Palazzo Dario.
Nel 1911 è eletto all'Accademia di Francia, dopo che, nel 1908, la sua candidatura non era stata accettata. Accolto dal conte Albert de Mun, il 18 gennaio 1912, occuperà il seggio n. 39, il cui precedente detentore era stato Eugène-Melchior de Vogüé e che passerà, alla morte di Régnier a J. de Lacretelle.

## Opere
Di Henri de Régnier sono stati tradotti in italiano i seguenti libri:
- I singolari amanti, trad. di Ernesto Daquanno, Milano, Facchi, coll. I Libri dell'amore, 13, 1920
- Il passato vivente, trad. di Matilde Sironi, Milano, Facchi, coll. I libri dell'amore, 32, 1920
- La paura di amare, trad. di A. Procida, Milano, Facchi, coll. I libri dell'amore, 29, 1921
- L'illusione di Tito Bassi: romanzo. La donna di marmo, racconto. Segue Catissou, racconto di Jules Claretie, trad. di Aldo Serafini, Milano, Sonzogno, coll. Romantica economica, 1932
- Racconti a se stesso, trad. di Luigi Fallacara, pref. di Marco Slonin, Firenze, A Quattrini, 1914
- Amori e glorie di Tito Bassi, trad. Bianca e Cesare Giardini, Milano, ed. Maia, coll. Romanzieri di ogni paese, 12, 1929
- Il viaggio d'amore, trad. di Liana Castoldi, Roma, Milano, Napoli, Ist. ed. di cultura moderna, 1943
- L'acacia, trad. di Emanuela Fubini, Milano, Tranchida, 1994
- Il ricordo e altri racconti inediti, trad. di Angela Calaprice, Pistoia, Via del vento, 2017, 44 pag.

Bibliografia selettiva:
- La Double maîtresse (1900), romanzo
- Le Bon plaisir (1902), romanzo
- Le Mariage de minuit (1903), romanzo
- Les Vacances d'un jeune homme sage (1903), romanzo
- Les Rencontres de M. de Bréot (1904), romanzo
- Le Passé vivant (1905), romanzo
- La Peur de l'amour (1907), romanzo
- La Flambée (1909), romanzo
- La Pécheresse (1920), romanzo
- L'Escapade (1925), romanzo

## Curiosità
Una massima di Henri de Régnier, "Le plaisir délicieux et toujours nouveau d'une occupation inutile" ovvero "Il piacere delizioso e sempre nuovo di un'occupazione inutile") introduce il videogioco Dragon's Dogma a seguito del prologo.